# Nöchling
Nöchling är en ort och kommun  i Österrike. Den ligger i distriktet Melk i förbundslandet Niederösterreich, 100 km väster om huvudstaden Wien. 
Kommunen består av sju orter (Ortschaften) (inom parentes invånarantal 1 januari 2024):

- Artneramt (58)
- Baumgartenberg (23)
- Freigericht (53)
- Gulling (94)
- Mitterndorf (79)
- Niederndorf (51)
- Nöchling (669)